# جيمس أ. تالبوت
جيمس أ. تالبوت (بالإنجليزية: James A. Talbot)‏ هو شخصية أعمال أمريكي، ولد في 13 ديسمبر 1879، وتوفي في 17 يوليو 1936.